# 김태우 (1970년)
김태우(金太祐, 테슬리 킴(영어: Tesley Kim), 1970년 1월 25일 ~ )는 대한민국의 록 발라드 가수, 작사가, 작곡가, 편곡가이다.

## 생애
1991년 언더그라운드 라이브 클럽에서 록 음악 가수 첫 데뷔한 그는 이듬해 1992년 록 음악 그룹 015B의 3집 음반에 객원 보컬리스트로 참여하여, 본격 가수로 데뷔하였다. 그가 부른 곡은 《아주 오래된 연인들》로, 이 노래는 015B를 신선한 시도를 하는 대학생 그룹에서 1990년대 한국 대중 음악계의 선구자 반열에 올린 015B의 대표곡이다. 이 노래는 지금까지도 대한민국 대중 음악에 있어서, 하우스 뮤직의 효시로 평가되고 있다. 김태우는 1993년 솔로 앨범을 발표하였으며, 1994년 프로그레시브 재즈 밴드 "Mutant(뮤턴트)"의 보컬리스트로 활동한 후, 1994년 록 음악 가수 최민수와 함께 프로젝트 보컬 그룹 두 남자 이야기의 보컬리스트로도 활동하였다.
이후 2001년에는 뮤지컬배우로도 활동하였고 현재는 목회자로도 활동하고 있다.

## 학력
- 대원외국어고등학교 졸업
- 고려대학교 문과대학 영어영문학과 중퇴
- 한국방송통신대학교 영어과(現 영어영문학과) 학사
- 총신대학교 기독교교육학과 학사
- 총신대학교 신학대학원 목회학과 신학 석사

## 같이 보기
- 윤종신
- MGR
- 015B